# Angra (gruppo musicale)
Gli Angra  sono un gruppo musicale progressive power metal brasiliano di San Paolo conosciuto per aver inserito elementi tribali della propria terra di origine nei loro brani. Il nome della band proviene da quello della Dea del fuoco nella religione Tupi.

## Storia del gruppo

### Formazione originale

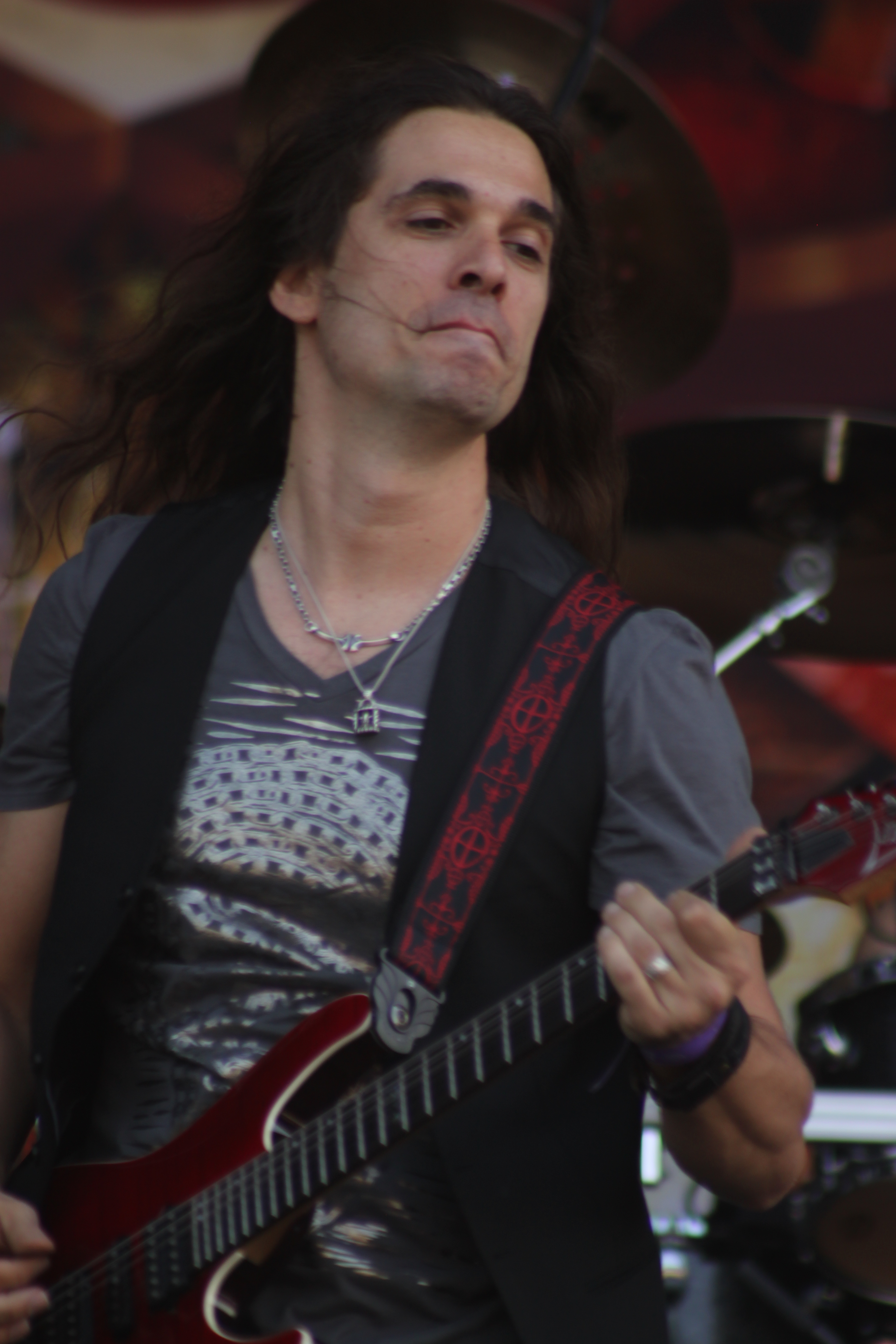
Kiko Loureiro con gli Angra all'Hellfest 2014

Gli Angra vengono fondati nel novembre 1991 dal cantante Andre Matos e dai chitarristi Rafael Bittencourt e André Linhares. A loro si uniscono l'ex compagno di band di Bittencourt, Marcos Antunes (batteria) e il bassista Luís Mariutti (ex Firebox).
Con questa formazione la band compone i primi brani, in particolare Bittencourt e Matos ne sono i principali autori. Due delle prime canzoni scritte sono "Time" e "Angels Cry", entrambe presenti nel primo album della band. "Queen of the Night", composta da Matos e Bittencourt e originariamente intitolata "Rainha”, è un brano della precedente band di Rafael e Antunes. La canzone "Carry On", invece, viene scritta interamente da Andre Matos. All'inizio del 1992, André Linhares viene sostituito da André Hernandes, la cui permanenza è altrettanto breve, avvicendandosi con Kiko Loureiro alla fine dell'anno. Durante il periodo di Hernandes viene scritta "Evil Warning". Infine un brano di Bittencourt, "Reaching Horizons" e la cover di “Wuthering Heights”, rivisitata in chiave rock/metal, vanno a completare una demo-tape dal titolo “Reaching Horizons”; distribuito nel 1993 da Limb Music in Germania.

### Angels Cry
Durante le sessioni di registrazione del primo album, Angels Cry, Marcos Antunes lascia la band. Ricardo Confessori viene presentato come batterista ufficiale; tuttavia unendosi alla band in fase avanzata di lavori non partecipa alle riprese di batteria del disco, in quanto le parti sono già state registrate da Alex Holzwarth (Heaven's Gate) e Thomas Nack (Gamma Ray). Questa formazione durerà dal 1993 al 2000.
Angels Cry viene registrato ad Amburgo nello studio del chitarrista dei Gamma Ray, Kai Hansen; quest'ultimo partecipa anche ad alcuni brani, nelle vesti di chitarrista. Partecipano inoltre Sascha Paeth (Heaven's Gate, Avantasia) e Dirk Schlächter (Gamma Ray).
L'album, che presenta una serie di influenze classiche, viene pubblicato in Brasile nel 1993 dalla Eldorado Records, riscuotendo presto un buon successo sia in madrepatria che in Giappone. La band viene prodotta da Antonio Pirani, anche direttore della rivista Rock Brigade. Grazie al successo dell'album in Giappone, viene pubblicato nel 1994 l'EP Evil Warning; in questo mini disco sono presenti versioni remixate delle canzoni "Evil Warning", "Angels Cry", "Carry On" e "Wuthering Heights". L'anno successivo l'EP viene reso disponibile in Germania tramite Dream Circle, e in Francia da CNR Music.

### Holy Land
Nel 1996 gli Angra aprono alcuni show per gli AC/DC in Brasile, dopodiché vengono invitati all'inaugurazione del festival brasiliano “Monsters of Rock”. Successivamente la band intraprende un tour nazionale, seguito dalle prime date Europee.
Nello stesso anno esce il secondo disco, Holy Land; è un album ambizioso che coinvolge orchestrazioni, cori e ritmi brasiliani. La produzione viene curata da Sascha Paeth e Charlie Bauerfiend. Holy Land riscuote subito un ottimo consenso da parte del pubblico, tanto che l'edizione giapponese (che include la bonus track "Queen of the Night") diviene in fretta disco d'oro. Questo successo porta il quintetto brasiliano ad esibirsi infatti per la prima volta in terra nipponica
In Francia viene pubblicato come singolo il brano "Make Believe", e nello stesso anno vede la luce l'EP Freedom Call, contenente fra l'altro la cover di "Painkiller" dei Judas Priest. Dopo il tour a sostegno dell'album, la band pubblica un live album di sei tracce, dal titolo Holy Live, registrato a Parigi nel 1996. The Holy Box viene pubblicato nel 1998 dall'italiana Lucretia Records, e contiene sette tracce acustiche.

### Fireworks
Nel 1998 la band pubblica il singolo scritto da Matos, Lisbon, al quale segue l'album Fireworks, prodotto da Chris Tsangarides. Fireworks si allontana dai precedenti suoni sperimentali della band, concentrandosi maggiormente su uno stile metal neoclassico e privo dei ritmi brasiliani inclusi invece in Holy Land. Il disco viene pubblicato per la prima volta dall'etichetta Steamhammer, mentre in Nord America dalla Century Media. A supporto dell'album viene organizzato un lungo tour mondiale. La band partecipa inoltre all'edizione di Buenos Aires del Monsters of Rock; in Europa invece gli Angra si esibiscono come co-headliner con gli italiani Time Machine e i finnici Stratovarius, nel 1999.
Nello stesso anno vanno segnalati altri due eventi importanti: la partecipazione di Bruce Dickinson come ospite durante lo spettacolo di Parigi, e la prima esibizione della band al Wacken Open Air Festival.

### L'abbandono di Matos e Rebirth
Durante la metà del 2000 gli Angra si dividono; Andre Matos abbandona la band e porta con sé il bassista Luis Mariutti e il batterista Ricardo Confessori coi quali fonderà gli Shaman.
Nel marzo 2001, i due membri rimasti, Kiko Loureiro e Rafael Bittencourt, annunciano la nuova formazione: alla voce viene ingaggiato Edu Falaschi (Symbols) il batterista Aquiles Priester e il bassista Felipe Andreoli.
Questa line-up registra e pubblica nello stesso anno l'album Rebirth, prodotto da Dennis Ward.
L'anno successivo viene pubblicato L'EP Hunters and Prey, che include (oltre alla title track) alcune versioni acustiche di brani presenti in Rebirth e altro nuovo materiale, tra cui la cover di "Mama" dei Genesis e, per la prima volta, un brano in portoghese: "Caça e Caçador" ("Hunter and Prey" appunto).
Nello stesso anno la band pubblica un disco dal vivo, Rebirth World Tour, tratto dal concerto sold-out svoltosi a San Paolo; la tracklist comprende, oltre a molti brani tratti da Rebirth, anche alcuni classici pubblicati nei dischi precedenti con Matos, e una cover degli Iron Maiden, The number of the beast.
Gli Angra si esibiscono dal vivo in Giappone, al Rock Machine in Spagna, al Wacken Open Air in Germania e al ProgPower ad Atlanta, Georgia (questa è la prima tappa statunitense nella storia della band). Dopo il tour, il gruppo partecipa alla compilation The Music Remains The Same (A Metal Tribute to Led Zeppelin) con la cover del brano Kashmir.

### Temple of Shadows (2004-2005)
Le sessioni di registrazione di Temple of Shadows iniziano nel gennaio 2004 presso i Mosh Studios di San Paolo, la produzione è ancora ad opera di Dennis Ward. L'album vede la partecipazione di alcuni celebri cantanti ospiti, come: Kai Hansen (Gamma Ray) Sabine Edelsbacher (Edenbridge) Hansi Kürsch (Blind Guardian) e la leggenda del folk e fusion brasiliano Milton Nascimento.
Temple of Shadows è un concept album basato su un personaggio noto come “The Shadow Hunter” e la sua storia viene così descritta: "è la saga di un cavaliere crociato che finisce per contestare gli ideali espansionistici della Chiesa cattolica nell'undicesimo secolo".
La band parte per una tournée da headliner in Brasile e in Europa, più una serie di spettacoli nell'Europa meridionale: in Spagna, Italia e Francia nel febbraio 2005. Per la prima volta gli Angra si esibiscono nel Regno Unito, precisamente al The Mean Fiddler di Londra, supportati dai DragonForce, ed in seguito si uniscono alla band finlandese Nightwish per le date giapponesi di marzo. Il tour prosegue poi a Taiwan e dopo, per la prima volta, in Oceania e in Australia. Gli Angra riprendono il tour brasiliano per poi tornare in Europa per il Lorca Roch Festival, e il Bull Rock Festival in Italia, condividendo il palco con grandi nomi dell'heavy metal, tra cui gli Iron Maiden.

### Aurora Consurgens e il ritorno di Confessori (2006-2009)
Nel 2006 gli Angra lavorano ancora una volta con il produttore Dennis Ward sul nuovo album, intitolato Aurora Consurgens; a differenza degli ultimi due dischi questo non è un concept album. Sempre nel 2006, Fábio Laguna (tastierista live della band fin dal tour di Rebirth) compone un album strumentale progressive solista, intitolato Freakeys, al quale partecipano il batterista Aquiles Priester e il bassista Felipe Andreoli. A metà del 2007 la band si prende una pausa a causa di problemi con il management, allora proprietario del marchio Angra. Di conseguenza, insorgono ulteriori situazioni irrisolte tra i vari membri, che culminano in una pausa indefinita fino al raggiungimento di un accordo.
Nel 2008, il cantante Edu Falaschi rilascia una dichiarazione pubblica in cui afferma:
```
"Gli Angra non sono finiti; ci stiamo prendendo una pausa. La band sta attraversando alcuni difficili problemi di gestione e tutti noi stiamo facendo del nostro meglio per tornare operativi."
```

Nel marzo 2009, il sito ufficiale della band annuncia il ritorno del batterista Ricardo Confessori dopo un'assenza di ben 9 anni; Aquiles Priester lascia infatti la band per dedicarsi totalmente alla sua band Hangar.
Gli Angra pubblicano il disco "Aqua", ispirato alla commedia di William Shakespeare La Tempesta, dopodiché partono in tournée assieme ai conterranei Sepultura, nell'anno successivo.

### L'arrivo di Fabio Lione e la partenza di Kiko Loureiro (2014 - presente)
Il 29 settembre 2011 il cantante Edu Falaschi, a causa di continue difficoltà nel cantare sulle tonalità più alte, decide di concedersi un periodo di pausa a tempo indeterminato per potersi prendere cura della sua voce.
Verso fine maggio 2012, Falaschi annuncia la sua fuoriuscita dagli Angra.
Nell'autunno del 2012 viene pubblicata la prima raccolta della band, intitolata Best Reached Horizons. Nella primavera del 2013 gli Angra partecipano alla crociera 70,000 Tons of Metal, con il cantante Fabio Lione (Rhapsody of fire). Il 4 novembre dello stesso anno viene pubblicato il doppio disco (e DVD) live Angels Cry 20th Anniversary Tour registrato durante il concerto del 25 agosto 2013 a San Paolo, sempre con Fabio Lione e alcuni illustri ospiti, tra cui Tarja Turunen (ex-Nightwish) e Uli John Roth. 

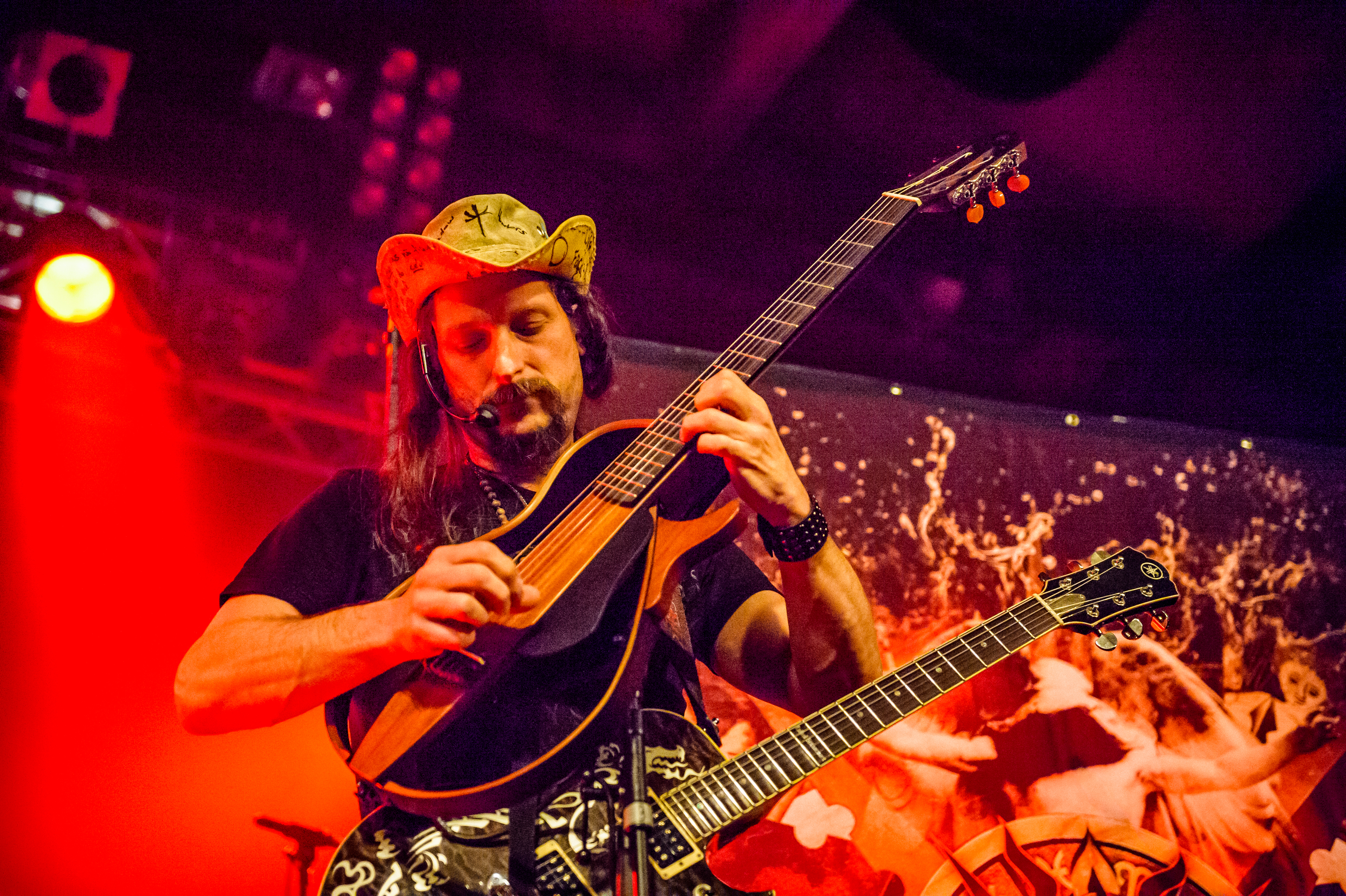
Rafael Bittencourt in un concerto di supporto a Tarja Turunen nel 2016

Il 5 maggio 2014 viene comunicato che il batterista Riccardo Confessori lascerà il gruppo, il motivo è che si avventurerà in altri progetti. Continuerà comunque a suonare con la band fino alla fine dell'Angels Cry: 20th Anniversary Tour. Il 19 giugno 2014 il nuovo batterista Bruno Valverde fa il suo esordio dal vivo in Italia, a Trezzo sull'Adda.
Nel novembre 2014, la band pubblica l'ottavo album in studio, Secret Garden, il primo con Lione al microfono; il disco viene distribuito il 17 dicembre in Giappone e il 16 gennaio 2015 in Brasile e in Europa.
Il 30 marzo 2015 Dave Mustaine dei Megadeth ufficializza l'entrata nella formazione di Kiko Loureiro, con il quale incide l'album Dystopia.
Il 19 settembre 2015, gli Angra si esibiscono al Rock in Rio con alcuni special guest: Doro Pesch (Doro) e Dee Snider (Twisted Sister). Viene qui presentato come ospite il chitarrista Marcelo Barbosa, il quale sostituirà temporaneamente Kiko Loureiro, impegnato infatti in tour con i Megadeth.

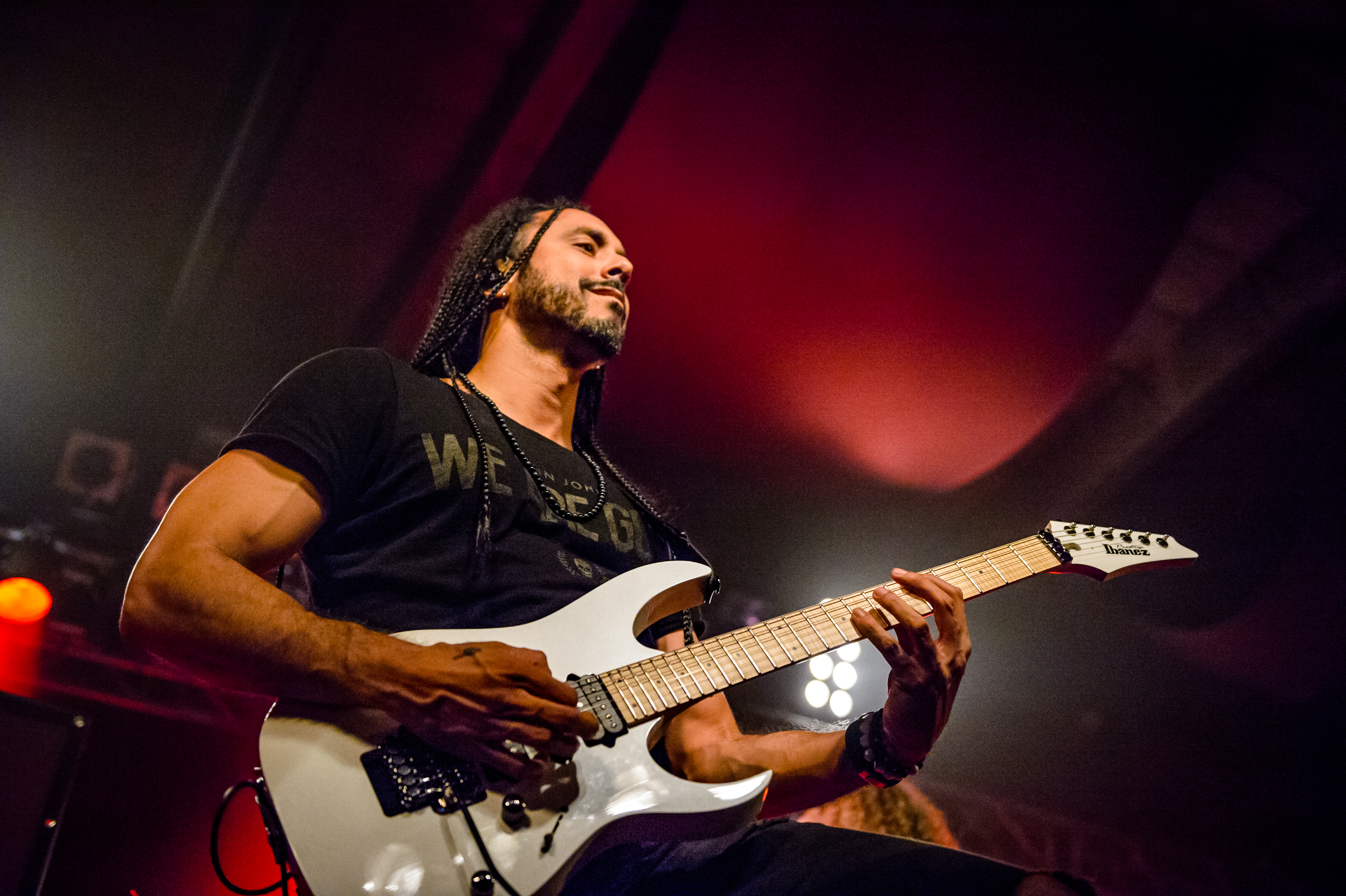
Marcelo Barbosa dal vivo con gli Angra

Il 16 febbraio 2018 la band pubblica il secondo disco con Lione alla voce Ømni; è il primo disco in cui Kiko Lourerio, totalmente assorbito dal suo ruolo nei Megadeth, si limita ad una comparsata ma non appare né come autore né come membro ufficiale, soppiantato a tutti gli effetti da Barbosa.
Nella primavera successiva, la band si esibisce nell'Omni Tour 2018 in Europa con il supporto degli Operation: Mindcrime (special guest) e delle band italiane Avelion, Starbynary e Ravenscry.
L'8 giugno 2019 muore a soli 47 anni l'ex cantante Andre Matos, a causa di un attacco cardiaco. La band rilascia dichiarazioni di cordoglio e annulla un concerto in segno di lutto.
Nel 2021 viene tratta una graphic novel basata sulla storia dell'album Temple of Shadows, intitolata "O Templo das Sombras".
Il 3 novembre 2023 la band pubblica, tramite Atomic Fire Records, il nuovo disco Cycles of Pain.

## Stile
Gli esordi musicali degli Angra sono caratterizzati da una commistione di generi: dall'heavy metal a sonorità brasiliane, con un sottofondo classicheggiante che accompagna le cavalcate ritmiche più incalzanti.
Le scelte stilistiche dei primi dischi sono state sostituite nel tempo da composizioni più semplici e lineari, con meno rimandi alla musica classica e brasiliana.

## Curiosità
Edu Falaschi ha tradotto e cantato la canzone Pegasus Fantasy, adattandola per la trasmissione in Brasile dell'anime I Cavalieri dello zodiaco. Più tardi, insieme agli Angra, ha riproposto la canzone in numerosi live.

## Formazione

### Attuale
- Fabio Lione – voce (2012-presente)
- Marcelo Barbosa - chitarra (2018-presente)
- Rafael Bittencourt – chitarra (1991-presente)
- Felipe Andreoli – basso, tastiere, cori (2001-presente)
- Bruno Valverde – batteria, percussioni (2014-presente)

### Ex membri
- Andre Matos - voce (1992-2000)
- Kiko Loureiro - chitarra (1993-2017)
- Eduardo Falaschi – voce (2001-2012)
- Aquiles Priester – batteria, percussioni (2001-2008)
- Luís Mariutti - basso (1992-2000)
- Marcos Antunes – batteria (1991-1993)
- Ricardo Confessori - batteria (1993-2000)

## Discografia
- 1993 - Angels Cry
- 1996 - Holy Land
- 1998 - Fireworks
- 2001 - Rebirth
- 2004 - Temple of Shadows
- 2006 - Aurora Consurgens
- 2010 - Aqua
- 2014 - Secret Garden
- 2018 - Ømni
- 2023 - Cycles of Pain

### EP
- 1994 - Evil Warning
- 1996 - Freedom Call
- 2002 - Hunters and Prey

### Live
- 1997 - Holy Live (EP)
- 2002 - Rebirth World Tour - Live in São Paulo
- 2013 - Angels Cry 20th Anniversary Tour

## Videografia
- 2002 - Rebirth World Tour - Live in São Paulo
- 2013 - Angels Cry 20th Anniversary Tour